# Periclystus aureolatus
Periclystus aureolatus is een insect uit de familie van de mierenleeuwen (Myrmeleontidae), die tot de orde netvleugeligen (Neuroptera) behoort. 
Periclystus aureolatus is voor het eerst wetenschappelijk beschreven door Tillyard in 1916.